# 石壩鄉 (鄰水縣)
石壩鄉，是四川省鄰水縣下轄的一個區級行政單位。

## 沿革[1]
- 1953年9月4日，石壩鄉人民政府成立，隸屬第四區(罈同區)公所領導。1956年1月，石壩鄉併入罈同鄉，石壩鄉人民政府撤銷。1953年9月至1956年1月，石壩鄉人民政府鄉長劉元長，副鄉長譚汪樹。